# Komjátpataka
Komjátpataka (románul: Comiat) falu Romániában, Hargita megyében.

## Története
Gyimesfelsőlok része. 1956-ig adatai a városéhoz voltak számítva. A trianoni békeszerződés előtt Csík vármegye Szépvízi járásához tartozott.

## Fekvése
Gyimesfelsőlokhoz tartozik. 966 m-rel a tengerszint fölött fekszik, 230 km-re Bukaresttől, a fővárostól.
A legközelebbi nagyváros Csíkszereda, 19,5 km-re.

## Éghajlata
|                  | Január | Május  | Augusztus | Október | Év     |
| ---------------- | ------ | ------ | --------- | ------- | ------ |
| Max. hőmérséklet |        |        | 18 °C     |         | 5 °C   |
| Min. hőmérséklet | -10 °C |        |           |         |        |
| Csapadék         |        | 142 mm |           | 47 mm   | 922 mm |

## Népessége
2002-ben 425 lakosa volt, ebből 416 magyar és 9 román volt.
Lakói döntő többségében római katolikusok.

## Fordítás
- Ez a szócikk részben vagy egészben  a   Comiat című szebuano Wikipédia-szócikk fordításán alapul.  Az eredeti cikk szerkesztőit annak laptörténete sorolja fel. Ez a jelzés csupán a megfogalmazás eredetét és a szerzői jogokat jelzi, nem szolgál a cikkben szereplő információk forrásmegjelöléseként.